# Kashima Rinkai Tetsudo
La Kashima Rinkai Tetsudo Co.,Ltd. (鹿島臨海鉄道株式会社, Kashima Rinkai Tetsudō Kabushiki-gaisha), abrégé en KRT, est une compagnie de transport qui exploite deux lignes de chemin de fer dans la préfecture d'Ibaraki au Japon. Son siège social se trouve à Ōarai.

## Histoire
La compagnie a été fondée le 1er avril 1969.

## Ligne
La compagnie possède deux lignes :
| Ligne                            | Nom japonais | Terminus                                             | Longueur (km) | Gares |
| -------------------------------- | ------------ | ---------------------------------------------------- | ------------- | ----- |
| Ligne Ōarai Kashima              | 大洗鹿島線   | Mito - Kashima Soccer Stadium                        | 53,0          | 15    |
| Ligne Kashima Rinkō (ligne fret) | 鹿島臨港線   | Kashima Soccer Stadium - Terminal fret d'Okunoyahama | 19,2          | 4     |

## Matériel roulant
La compagnie possède des autorails et des locomotives diesel

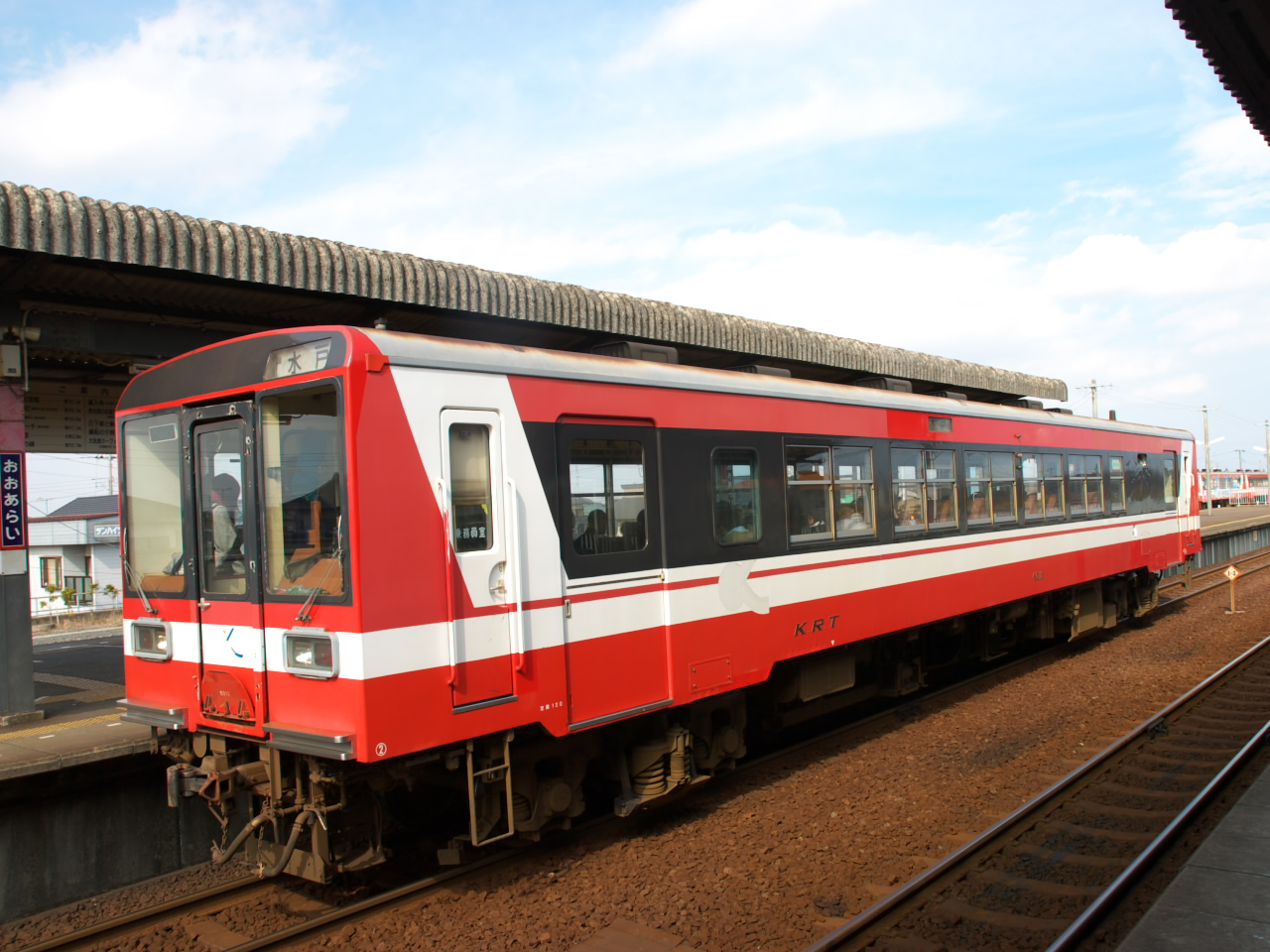
KTR Série 6000
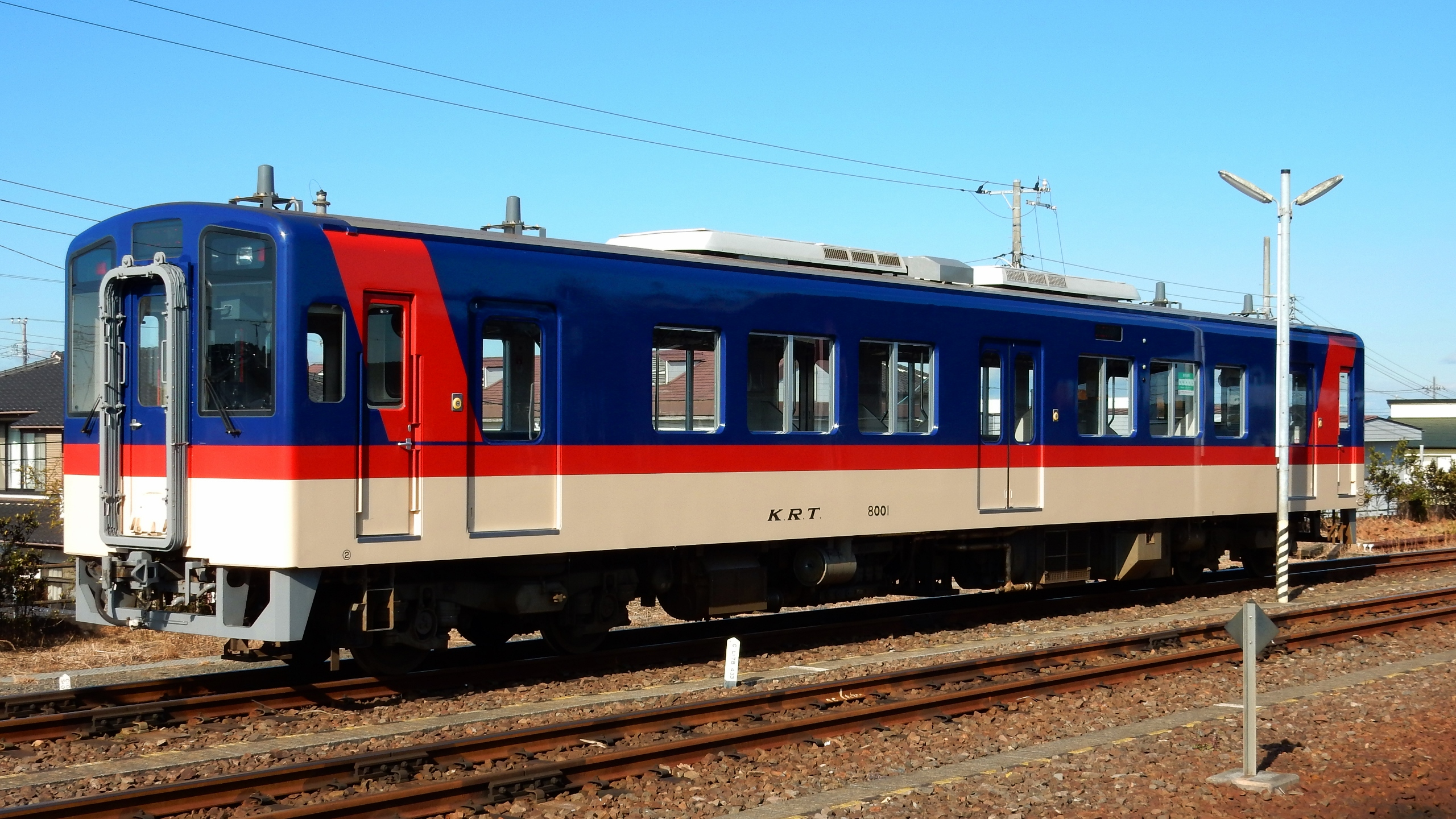
KTR Série 8000
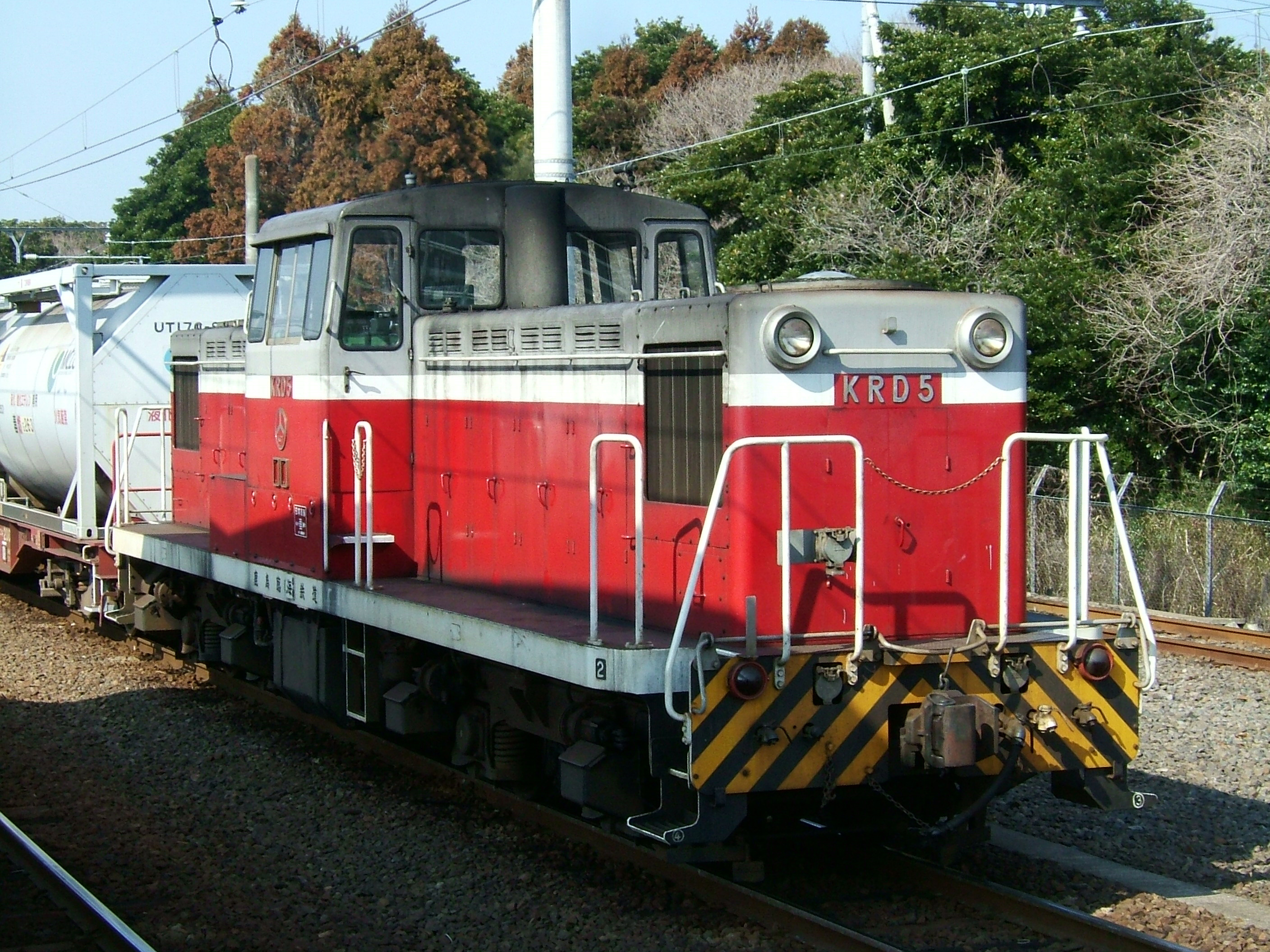
Locomotive KRD